# 大塚金剛神
大塚金剛神（おおつかこんごうしん）は、神奈川県横浜市港北区富士塚1丁目26-8に所在する由緒不明の塚である。篠原古墳（しのはらこふん）とも呼ばれるが、実際に古墳時代に遡る古墳であるかは不明である。

## 伝承
江戸時代の地誌『新編武蔵風土記稿』によれば、次のようにある。
これに対し、横浜市港北区が1992年（平成4年）に発刊した書籍『港北の遺跡をたずねて～案内は石仏さん』には次のようにある。
このように、古墳時代の古墳ではなく、戦国時代頃に戦死した武士を弔って造られた中世の塚の可能性もある。「大塚金剛神」と書かれた塚の上の石柱は、1912年（大正元年）に建てられたものである。